# Elasmus longiclava
Elasmus longiclava är en stekelart som beskrevs av Graham 1995. Elasmus longiclava ingår i släktet Elasmus och familjen finglanssteklar.
Artens utbredningsområde är Frankrike. Inga underarter finns listade i Catalogue of Life.